# 木村達郎
木村 達郎（きむら たつろう、1973年6月15日 - ）は、日本の実業家。沖縄バスケットボール株式会社代表取締役社長兼ゼネラルマネージャー。東京都渋谷区出身。

## 経歴
中学でバスケットボールを始め、戸山高校から筑波大学で選手として活動。
卒業後、エマーソン大学に留学し修士課程を修了。
帰国後は、NHK情報ネットワークに入社し、スポーツ映像制作を担当。
2005年のbjリーグ発足を機に、プロバスケットボールチーム設立活動を主導。沖縄に単身で渡り、地元バスケットボール関係者から支援得て大塚泰造とともに「琉球ゴールデンキングス」を創設。2006年に代表取締役GM就任。初年度は地区最下位に加え経営危機にも見舞われたが、2年目にリーグ優勝、3年目に単年度黒字を達成し、bjリーグでは4度のリーグ優勝を記録した。2016年にbjリーグとNBLが統合して発足したプロバスケットボールリーグBリーグでも毎年のようにB1チャンピオンシップに出場するなど強豪クラブとして育て上げ、2022年には悲願だったB1ファイナルへ進出を果たした。2022年6月1日に経営権をプロトコーポレーションの子会社・プロトソリューションへ譲渡により、6月30日に社長を勇退した。
国内での活動に留まらず、韓国・台湾・中国のプロチームとの国際試合も実現し、バスケットボールを通じた親善活動ならびに観光立県沖縄への貢献に努めている。沖縄県全域を活動拠点としているが、石垣島での公式戦開催や宮古島でのキャンプ、久米島・粟国島・北大東島・南大東島でのクリニックなど、離島での活動実績もある。
球団運営指針は「沖縄をもっと元気に！」。勝利の為だけでなく、球団運営を通じて「スポーツ」の潜在的可能性を最大限に発揮し、人々と地域社会を活気づけることを常に念頭において活動している。

## 著書
- 「琉球キングスの奇跡」(学研)